# Peddiea
Peddiea es un género botánico con 30 especies de plantas pertenecientes a la familia Thymelaeaceae

## Especies seleccionadas
- Peddiea africana
- Peddiea arborescens
- Peddiea arthuri